# Catasto Leopoldino
Il Catasto Leopoldino fu promulgato nel 1765 nel Granducato di Toscana da Pietro Leopoldo.

## Storia
Nel Granducato di Toscana, negli anni della Reggenza lorenese di Francesco I, la discussione sul rifacimento del catasto venne introdotta nel 1763, in coincidenza con l'apertura della discussione in questo ambito a livello europeo.
Nel 1765, dopo l'arrivo sul trono toscano del nuovo Granduca Pietro Leopoldo, la questione fu ripresa in concomitanza con la riforma comunicativa la quale prevedeva oltre al rifacimento del catasto la riforma delle comunità.
L'idea di un catasto generale fu abbandonata nel 1785, per essere poi ripresa con successo da Ferdinando III nel 1817.
Il catasto del Granducato di Toscana fu completato quindi nel 1835 (mentre nelle isole dell'arcipelago toscano la mappatura catastale avvenne solo tra il 1840 e il 1845).
Negli stessi primi decenni del XIX secolo, nell'attuale Toscana, vennero avviati anche i catasti del Ducato di Massa (per volere di Maria Beatrice d'Este nel 1820) e del Ducato di Lucca (per volere di Carlo Ludovico di Borbone nel 1829).

## La riforma di Leopoldo
La riforma, che prevedeva il rifacimento del catasto era dovuta alla ripresa più generale della vita politica interna degli stati europei al momento della conclusione della Guerra dei sette anni (1756-1763), che aveva lasciato una crisi finanziaria per la quale era necessario ridefinire e riparare i problemi costituzionali.
La nuova struttura della comunità concretizzata dal Granduca e da un gruppo di funzionari filofisiocratici, aveva come obiettivo per il suo funzionamento un riordino del sistema tributario, ma anche un controllo su quanti possedessero dei beni e per quale valore.
Secondo la riforma, solo i possessori di beni potevano far parte delle magistrature locali, e con cariche il cui prestigio e potere era dovuto al patrimonio accertato. Accanto ai maggiori diritti, i proprietari terrieri avrebbero dovuto assumere anche maggiori doveri nella gestione politica e finanziaria delle comunità, e nella copertura degli oneri fiscali, attraverso l'eliminazione di esenzione o privilegi passati.